# Municipio Roma XIII
El Municipio Roma XIII es una de los 15 subdivisiones administrativas en las que está dividida la ciudad de Roma. En 2017 su población era de 133 587 habitantes